# Pierre-Henri Derycke
Pour les articles homonymes, voir Derycke.
Pierre-Henri Derycke, né le 24 février 1935 à Etterbeek et mort à Pont-L’Évêque le 28 mars 2020, est un économiste français.
Ses travaux de recherche et sa carrière universitaire ont concerné dans un premier temps la planification macroéconomique, la prévision et l’économie internationale. Ils ont été consacrés ensuite et surtout à la théorie spatiale, la théorie économique de la ville, la modélisation et la planification urbaine ainsi qu’à la science régionale, domaines dans lesquels il a acquis une renommée internationale. Ils se sont étendus enfin à l’économie publique locale, aux politiques urbaines et à leur financement. 
Pierre-Henri Derycke a contribué à la diffusion et à la discussion des travaux de dynamique urbaine de Jay Wright Forrester ou des chercheurs de la New Urban Economics dans les années 70, puis plus tard de ceux de la Nouvelle économie géographique ou de l’économétrie spatiale. 
Sa conception de la ville comme étant « non seulement un phénomène économique, mais la manifestation la plus éclatante du savoir et du pouvoir de l’homme sur la nature » l’a conduit à entretenir un dialogue constant avec les spécialistes des disciplines connexes de la géographie, notamment de la géographie spatiale et quantitative, de la sociologie et de la science politique. 
Certains de ses ouvrages - L’économie urbaine (1970) et les deux tomes d’Economie et planification urbaines – L’espace urbain (Tome 1, 1979) et Théories et modèles (Tome 2, 1982) - ont marqué des générations d’économistes de l’espace et de la ville, de géographes et d’urbanistes.  

## Biographie

### Formation et carrière universitaire
Des études supérieures en économie à la Sorbonne, menées en parallèle avec des études de statistiques à l’ISUP et de techniques comptables au CNAM, conduisent Pierre-Henri Derycke au grade de docteur en sciences économiques en 1963 pour sa thèse Elasticité et analyse économique : essai de méthodologie statistique sous la direction d’Henri Guitton puis, l’année suivante, au concours d’agrégation des Facultés en sciences économiques. Nommé professeur à l’Université de Clermont-Ferrand, il rejoint ensuite l’Université de Grenoble puis, en 1969, l’Université Paris-X Nanterre où il poursuivra sa carrière professorale jusqu’à sa retraite en 2000.   
Dans cette dernière période, il a cumulé des enseignements, des responsabilités administratives dont celles de Directeur de l’UFR de Sciences Economiques de 1972 à 1974 puis de Vice-Président de l’Université de 1976 à 1981, et la direction d’équipes de recherche associées au CNRS (CEREVE, MODEM, groupement de recherche EVER de théorie spatiale « Espace-Villes et Régions »). Il a dirigé au total 33 thèses de doctorat et participé en tant que responsable à de nombreuses recherches sur contrats publics. 

### Associations et comités
Membre des comités éditoriaux de la Revue économique, de la Revue d’Économie Régionale & Urbaine, de la revue Etudes foncières, il a également assuré la codirection scientifique de deux collections d’ouvrages chez Economica.
Il a présidé l’Association de Science Régionale de Langue Française (ASRDLF) de 1993 à 1996. 

### Mort
Il meurt de la Covid-19, à l'âge de quatre-vingt-cinq ans, le 28 mars 2020 à Pont-L'Evêque et est inhumé au cimetière du Père-Lachaise.
La Revue d’Économie Régionale & Urbaine lui rend hommage en lui consacrant un article dans son numéro de mars 2020.

## Œuvres

### Ouvrages
- Elasticité et analyse économique : essai de méthodologie statistique, Paris, Editions Cujas, 1963
- Problèmes techniques de planification (en collaboration avec André Babeau), Paris, Sirey, 1967 ; trad. portugaise Problemas de planificação
- L'économie urbaine, Paris, PUF, 1970 (Coll. SUP L'Economiste n°18) ; trad. espagnole : La economia urbana, Madrid, 1971 ; trad. italienne : Economia urbana, Bologne, 1972
- Projections des échanges extérieurs et balances des paiements (en collaboration avec Bernard Bobe), Paris, Economica, 1975
- Economie et planification urbaines – Théories et modèles 1/ L’espace urbain, Paris, PUF, 1979 ; trad. espagnole : Economia y planificacion urbanas, Madrid,1982 ; 2/ Théories et modèles, Paris, PUF, 1982
- Economie publique locale (en collaboration avec Guy Gilbert), Paris, Economica, 1988

### Editions d'ouvrages
- Espace et dynamiques territoriales, Paris, Economica, 1992
- Encyclopédie d'économie spatiale : concepts, comportements, organisations (en coédition avec Jean-Paul Auray, Antoine Bailly et Jean-Marie Huriot), Paris, Economica, 1994
- Penser la ville – Théories et modèles (en coédition avec Jean-Marie Huriot et Denise Pumain), Paris, Economica Anthropos, 1996, Collection Villes
- Le péage urbain : histoire, analyse, politiques, Paris, Economica, 1997
- Economie géographique – Les théories à l'épreuve des faits (en coédition avec Catherine Baumont, Pierre-Philippe Combes et Hubert Jayet), Paris, Economica, 2000
- L'évolution des densités urbaines. Histoire et modélisation dans Structures des villes, entreprise et marchés urbains, Paris, L'Harmattan, 2000, Collection Emploi Industrie et Territoire

### Principaux articles
- Taux d'intérêt, taux d'actualisation et croissance économique, Revue économique, 1966 - JSTOR
- Les coûts de la croissance urbaine, Revue d'économie politique, 1973 - JSTOR
- Note sur la consommation d'espace associée à la croissance urbaine, L'Espace géographique, 1974 - JSTOR
- L'incidence de la taxe professionnelle. Première partie : le cadre d'analyse - Seconde partie : une application à l’économie française (en collaboration avec Guy Gilbert et Michel Mouillart),  Revue d’Économie Régionale & Urbaine, 1979-1980 - pascal-francis.inist.fr
- Les enjeux financiers de la décentralisation, Revue d'économie politique, 1985, JSTOR
- Les finances des régions : une comparaison internationale, Revue d’Économie Régionale & Urbaine, 1985 - pascal-francis.inist.fr
- Un modèle de comportement financier des communes françaises (en collaboration avec Guy Gilbert), Revue d’Économie Régionale & Urbaine,1985 - pascal-francis.inist.fr
- (en) The public debt of French local government (en collaboration avec Guy Gilbert), Journal of Public Policy, 1985 - JSTOR
- Pour une analyse socio-économique des services collectifs territoriaux (en collaboration avec Hervé Huntzinger), Les Annales de la recherche urbaine, 1986 - persee.fr
- Typologie des services publics locaux et choix d'un mode de gestion, Performances des services publics locaux : analyse comparée des modes de gestion GREP - UNSPIC, Paris, Litec, 1990
- Distance et coûts de transports. Quelques réflexions sur les politiques de réduction de la congestion urbaine in Distances et espaces. Table Ronde (en collaboration avec Frédéric Gannon), Revue d’Économie Régionale & Urbaine, 1990, pascal-francis.inist.fr
- Microéconomie et espace : quelle intégration ? (en collaboration avec Jean-Marie Huriot), Revue économique, 1996 - JSTOR
- Introduction : pour une confrontation des théories urbaines (en collaboration avec Denise Pumain et Jean-Marie Huriot), Penser la ville. Théories et modèles, Paris, Economica Anthropos, 1996, collection Villes
- Réseaux et équité territoriale : introduction (en collaboration avec Jean-Marc Offner), FLUX Cahiers scientifiques internationaux Réseaux et Territoires, 1997 - persee.fr
- (en) Road pricing - Analysis and policies (A historical perspective), Recherches Économiques de Louvain/Louvain Economic Review, 1998, JSTOR
- (en) A brief history of spatial economics (en collaboration avec Jean-Marie Huriot), Recherches Économiques de Louvain/Louvain Economic Review, 1998 - JSTOR
- Comprendre les dynamiques métropolitaines, Claude Lacour et Sylvette Puissant (éditeurs), La métropolisation : croissance, diversité, fractures, Paris, Economica Anthropos, 1999, Collection Villes
- Nouveaux regards sur la croissance et la dynamique des villes, Revue Région et Développement, 2000 - regionetdeveloppement.univ-tln.fr
- Regards sur l'économie urbaine 40 ans de recherches francophones (1965-2007), Revue d’Économie Régionale & Urbaine, 2009 - cairn.info
- 50 ans de science régionale francophone (en collaboration avec Antoine Bailly et André Torre), Paris, Economica, 2012[6]

## Distinctions

### Prix
Prix Henri Truchy (1963) pour sa thèse Elasticité et analyse économique : essai de méthodologie statistique
Prix de l’Association Française de Science Economique (1964) pour sa thèse Elasticité et analyse économique : essai de méthodologie statistique
Lauréat de l'Académie des Sciences Morales et Politiques pour l’ensemble de son œuvre (Prix Emile Girardeau, 1999)

### Décorations
Commandeur dans l'Ordre des Palmes Académiques (1995)
Chevalier dans l'Ordre de la Légion d’Honneur (2000)